# Freya (Schiff, 1904)
Der Raddampfer Freya der Sylter Dampfschiffahrtsgesellschaft war ein von der Werft Janssen & Schmilinsky in Hamburg-Steinwerder gebauter Seitenraddampfer, der von 1904 bis 1927 als Passagier- und Versorgungsschiff für die nordfriesische Insel Sylt eingesetzt wurde.

## Geschichte
Die Freya wurde 1904 als Ergänzung für das seit 1900 in Betrieb befindliche Schwesterschiff Frisia und als Ersatz für den Dampfer Westerland durch die Sylter Dampfschiffahrtsgesellschaft in Dienst gestellt. Die Gesellschaft setzte die Schiffe im Linienverkehr zwischen Hoyerschleuse (auf dem Festland) und Munkmarsch (auf Sylt) zur Versorgung der Insel und zum Personentransport ein. Seitenraddampfer mit geringem Tiefgang hatten sich für den Betrieb im Wattenmeer bewährt und konnten bis auf extreme Wetterlagen in den Wintermonaten fast das ganze Jahr eingesetzt werden.

### Liniendienst zwischen Munkmarsch und Hoyerschleuse
Bereits in der Bauphase übernahm der bisherige Kapitän des Raddampfers Westerland, Carl Nicolai Christiansen (1864–1937) die Aufsicht über „sein“ Schiff, das am 20. Mai 1904 in Hamburg-Steinwerder vom Stapel lief. Das Kommando würde er erst ziemlich genau 23 Jahre später (nach Fertigstellung des Hindenburgdamms) abgeben. Die Zeit dazwischen war ausgefüllt nicht nur mit der täglichen Routine des Linienverkehrs zwischen Insel und Festland, sondern auch durch eine Vielzahl von Anekdoten und Vorkommnissen, die nicht zuletzt durch die Unbilden der Witterung verursacht wurden.
Ein besonderer Einschnitt war die Zeit nach dem Ersten Weltkrieg als der Festlandhafen Hoyerschleuse aufgrund der Volksabstimmung ab 1920 dänisch wurde. Nun mussten Waren und Passagiere unter „Zollverschluss“ durch das dänische Hoheitsgebiet transportiert werden. Aber auch das spielte sich nach kurzer Zeit ein.

### Ausflugsdampfer auf der Trave
Mit der Fertigstellung des Hindenburgdammes wurde die aufwändige und – trotz allem – nicht ungefährliche Fährverbindung entbehrlich, und die Freya absolvierte am 1. Juni 1927 ihre letzte Fahrt im Linienverkehr. Ende des Jahres wurde sie zusammen mit ihrem Schwesterschiff Frisia an die Lübeck-Büchener Eisenbahn verkauft. Beide Raddampfer sollten als Ausflugsschiffe auf der Trave die Attraktion zwischen Lübeck und Travemünde werden. Dazu wurde nicht nur die Travemünde-Linie GmbH (als 80%ige Tochter der LBE) gegründet, sondern auch eine Kooperation mit dem Marzipanhersteller Niederegger zur Bewirtschaftung der Schiffe eingegangen. Das Schiff wurde am 5. Juni 1928 in Adam umbenannt und nahm mit der Eva (ex Frisia) im Mai 1928 den Ausflugsverkehr auf.
Ein folgenschwerer, tödlicher Unfall auf der Adam Anfang Juli 1928 in der Drehbrücke im Lübecker Hafen führte dann zu einer erneuten Umbenennung der beiden Dampfer. Beide Schiffe tauschten am 4. September 1928 die Namen, denn man wollte dem im Volksmund bereits kursierenden Schimpfwort „Adam, der Scharfrichter“ vorbauen.
Obwohl das attraktive Angebot von der Bevölkerung häufig und gerne angenommen wurde, blieb der wirtschaftliche Erfolg aus. So wurden beide Schiffe (inzwischen als Binnenschiffe registriert) bereits 1933 nach Ostpreußen verkauft. die Eva (ex Freya) wurde vom Tilsiter Reeder und Kapitän Wilhelm Skorloff erworben, die Adam (ex Frisia) ging an die Reederei August Zedler in Elbing.

### Mondscheinfahrten auf der Memel
Von Tilsit aus hatten Gesellschafts- und Ausflugsfahrten auf dem damaligen Grenzfluss Memel sowohl flussauf- als auch -abwärts bis ins Kurische Haff eine lange Tradition. So startete der bereits in die Jahre gekommene Raddampfer Eva (ex Freya) in einen neuen Lebensabschnitt. Dazu wurde er nicht nur überholt und baulich den Verhältnissen auf der Memel angepasst, sondern bekam mit Grenzland am 22. April 1933 auch noch einen symbolträchtigen neuen Namen.

### Als Verwundetentransportschiff auf der Ostsee
In den letzten Kriegsjahren blieb auch die Grenzland nicht davor verschont – wie alles, was einigermaßen schwimmen konnte – in die Evakuierungsmaßnahmen aus dem Memelland und Ostpreußen einbezogen zu werden. Es gibt keine Hinweise, dass der Dampfer zu den registrierten Lazarettschiffen gehörte, aber Transporte von Flüchtlingen und Verwundeten im Auftrag der Kriegsmarine-Dienststelle Pillau sind verbürgt. Darüber hinaus liegt der Bericht eines Überlebenden der letzten Fahrt des Raddampfers unter Kapitän Max Joh von Hela über Karlskrona und Bornholm nach Kopenhagen vom 28. April bis 3. Mai 1945 vor.

### Nachkriegszeit
Nach kurzen Stationen in Hamburg, Travemünde und Lübeck „strandete“ die Grenzland um 1950 in Emden. Dort lag sie stationär als Gaststättenschiff im Hafen am Ratsdelft.
1966 verkaufte der Eigner das Schiff in die Niederlande, wo es kurz darauf durch menschliche Unachtsamkeit in einem Waal-Nebenarm sank.

### Die „neue“Freya
Inzwischen gibt es eine „neue“ Freya, die mit der originalen Freya aber kaum mehr gemein hat als den Namen und die Tatsache, dass es sich ebenfalls um einen Seitenraddampfer handelt. Seit 1999 ist das aufwändig restaurierte Schiff im Ausflugsverkehr eingesetzt – zuerst nur im Seegebiet um Sylt, inzwischen mit Heimathafen Kiel auf dem Nord-Ostsee-Kanal und als Gast bei sämtlichen größeren maritimen Ereignissen an der Küste.
Das Anknüpfen an die Tradition der originalen Freya durch Übernahme des Schiffsnamens und ein äußerst geschicktes Marketing der Reederei führten dazu, dass sogar seriöse Medien teilweise beide Schiffe verwechselten. Selbst in Fachkreisen war nicht durchgängig bekannt, dass es sich um zwei unterschiedliche Schiffe dieses Namens handelte. Dazu beigetragen haben sicherlich nicht zuletzt auch das fast identische Alter beider Schiffe und ihr Bezug zu den Niederlanden, wo die „neue“ Freya vom Stapel lief und die originale Freya
ihr Ende fand.